# Naga Jolokia

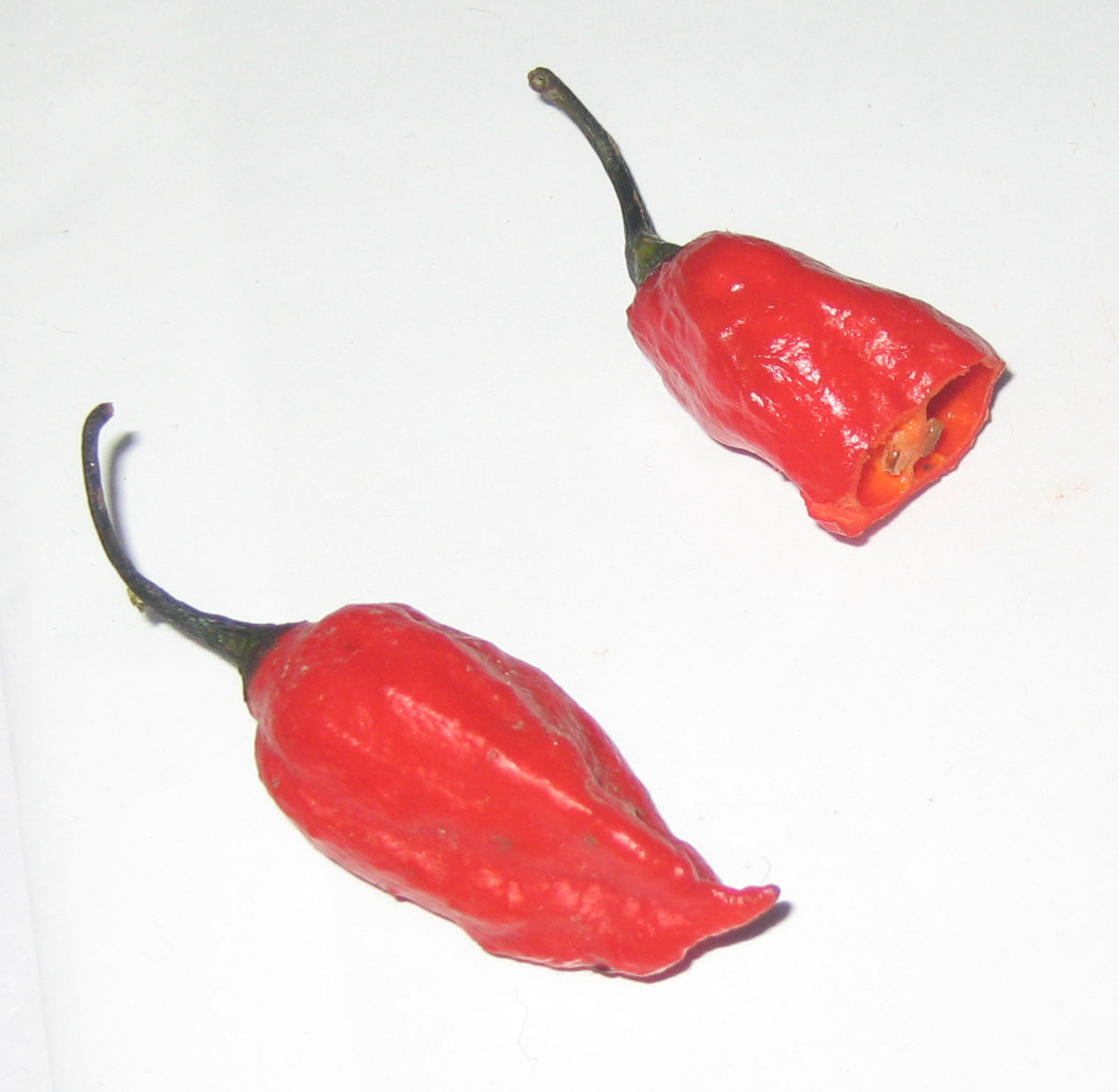
Bhut Jolokia

Bhut Jolokia (även känd som Naga Jolokia, Ghost Bite, Ghost Chili, Ghost Pepper och spökbett) är en chili som växer i nordöstra Indien (Assam, Nagaland och Manipur) och Bangladesh. 2006 bekräftades den av Guinness rekordbok som den starkaste chilin i världen med  1 001 304 scovillegrader, och överträffade därmed Red Savina. Den har i sin tur överträffats av Trinidad Scorpion "Butch T" i juli 2012. Det har väckts debatt huruvida den är en Capsicum frutescens eller en Capsicum chinense. DNA-tester har dock visat att det är en hybrid, mestadels C. chinense med några gener av C. frutescens.
Den starkaste chilin sedan 2013 är enligt Guinness rekordbok Carolina Reaper som uppmätts i medeltal till 1 569 300 SHU och max 2 200 000 SHU.
Sedan 2023 innehas rekordet av Pepper X med 2,69 miljoner SHU.

## Alternativa användningsområden
Naga Jolokia är så stark att den används i andra sammanhang än som krydda i mat. Till exempel Indien har gjort försök att använda den i granater mot kravaller. Vid kontakt med hud och slemhinnor orsakar den en stark känsla av smärta och neutraliserar offret.